# Transposase

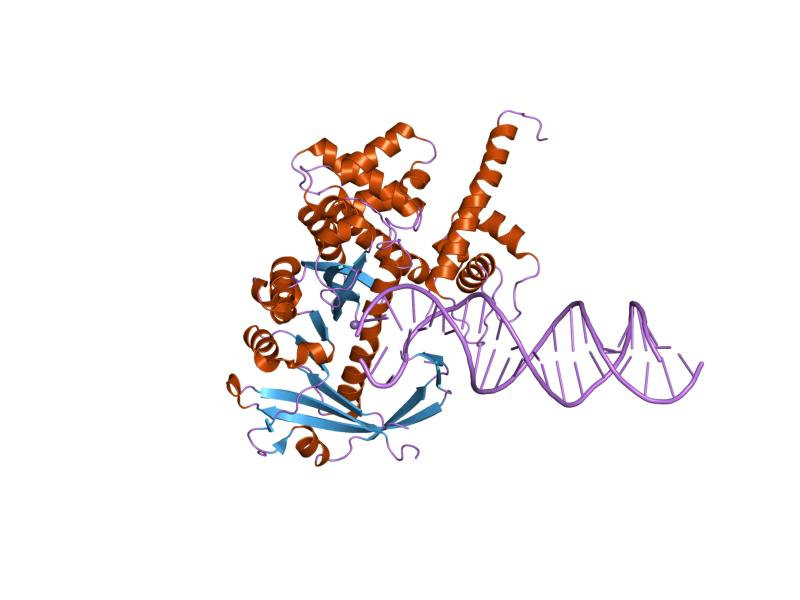
Interaction d'une transposase avec un brin d'ADN.

Une transposase est une nucléotidyltransférase qui catalyse le déplacement d'un élément transposable (transposon) d'un endroit à un autre du génome. Cette enzyme se lie à une extrémité du transposon, clive la liaison entre celui-ci et le reste du génome, et réalise la suture de cet élément transposable à un autre endroit du génome.
Le terme transposase a été introduit en 1979 par la première équipe à avoir cloné l'enzyme nécessaire à la transposition du transposon Tn3 (en). Les gènes codant ces endonucléases sont très répandus chez la plupart des êtres vivants et sont les gènes les plus abondants connus.
Les mécanismes de transposition jouent un rôle très important dans l'évolution et la biodiversité, notamment dans l'adaptation des organismes à leur environnement ; ils ont été mis en évidence à travers la variation de la pigmentation des grains de maïs, mais sont également impliqués dans le développement d'une résistance aux antibiotiques par certaines bactéries, et seraient responsables de la migration de pas moins de 40 % du génome humain au cours de l'évolution d'Homo sapiens.